# Santeros de Aguada
I Santeros de Aguada sono una società cestistica avente sede a Aguada, a Porto Rico. Fondati nel 1992, hanno giocato nel campionato portoricano. Si sono sciolti nel 1998 per poi ritornare nel 2016.